# Дейша-Сіоницька Марія Адріанівна
Дейша-Сіоницька Марія Адріанівна (справжнє прізвище — Сіоницька) нар. 22 жовтня (3 листопада) 1859, Чернігів — пом. 25. 08. 1932, Коктебель) — оперна співачка, громадська діячка та педагогиня, одна з організаторок Московської народної консерваторії.

## Біографія
Марія Адріанівна народилася у Чернігові в заможній родині міщан. Початкову освіту отримала в Чернігівській жіночій гімназії, згодом закінчила Київське музичне училище, а в 1881 році і Санкт-Петербурзьку консерваторію. Вдосконалювала свій голос і артистичність у столиці Австро-Угорської імперії — Відні, а також у Франції та Італії.
Протягом 1883—1891 років була солісткою Маріїнського театру у Санкт-Петербурзі, де у 1883 році дебютувала в партії Аїди (однойменна опера Дж. Верді), згодом переїхала до Москви та займала ту ж саму посаду у Великому театрі з 1891 до 1908. У Великому театрі стала відомою завдяки виконанню партії Тетяни — «Євгеній Онєгін» П. Чайковського.
Протягом 1883—1892 років у періоди літніх вакацій вдосконалювала свою вокальну майстерність в Італії. Із 1898 року стала членкинею «Московської спільноти сприяння становлення загальноосвітніх народних розваг», організованної В. Серовою. Із 1899 Дейша-Сіоницька бере активну участь у діяльності «Гуртка любителів російської музики».
1901 року Дейша-Сіоницька стала однією з відомих персон, які мали дачі в Коктебелі. У 1912 році Марія збудувала велику дачу-віллу «Адріана» на березі моря недалеко від будинку М. Волошина.
У 1903 році виступила на Батьківщині — ювілейному концерті М. Лисенка в Києві. У 1907 році, Марія Адріанівна, на прохання українського письменника Михайла Коцюбинського, дала концерт української музики в Чернігові, разом з Миколою Лисенком. У 1913 брала участь у вечорі пам'яті М. Щепкіна, де виконала драматичну роль Тетяни («Москаль-чарівник» І. Котляревського).
У період з 1907 року по 1911 рік, спільно з музикознавцем Б. Яворським, у Москві, в залі Синодального училища церковного співу, організувала цикл 15 безкоштовних концертів нових творів російських композиторів — «Музичні виставки».
У 1906 році стає однією із засновниць Народної консерваторії в Москві. У 1907—1913 роках займається викладацькою діяльністю, зокрема у московській Народній консерваторії, в 1917 році викладала у 1-у Московському музичному технікумі, у 1921—1932 роках є професоркою Московскої консерваторії, а з 1926 викладає на Музичному робфаці, в Оперній студії Великого театру.
25 серпня 1932 року Марія Андріанівна відійшла у вічність, поховано співачку у Коктебелі, на меморіальному цвинтарі міста.

## Сім'я
Марія Андріанівна мала чоловіка — Василя Сіоницького й синів — Адріана Дейшу (1896—1952) та усиновленого — Миколу Каретникова (1899—1961), який у майбутньому став артистом Московського державного академічного театру оперети та викладав у Московській державній консерваторії.

## Творчість
Творчість співачки високо цінували П. Чайковський, С. Рахманінов. Марія була першою виконавицею романсів С. Танєєва, С. Рахманінова (присвятив співачці романс «Молитва», 1893).
Володіла сильним голосом красивого тембру, рівним у всіх регістрах. Манера виконання вирізналася надзвичайною душевністю та акторською майстерністю. Репертуар нараховує більше 40 партій різного характеру. Вперше виконала партії Земфіри («Алеко» С. Рахманінова), Луїзи («Бенкет під час чуми» Ц. Кюї), Маріоріци («Крижаний дім» А. Корещенко), Людмили («Тушинці» П. Бларамберга), Джоконди («Джоконда» А. Понк'єллі), Ярославни («Князь Ігор»), Купави («Снігуронька»), Оксани («Ніч перед Різдвом»), Брунгільди («Валькірія») та ін.
Авторка книги «Пение в ощущениях» (Москва, 1926).